# 伊勢崎陽山
伊勢崎 陽山（いせざき ようざん、1902年11月21日 - 1961年）は、陶芸家。備前焼で岡山県重要無形文化財保持者。岡山県和気郡伊部（現：備前市伊部）出身。
沼田一雅に師事。陶彫、細工物に優れた。姑耶山中の古窯を調査し復元。
- 高杉晋作像
- 和気清麻呂像
- 和気広虫像

など陶像の大作を製作。
花器、宝瓶、香炉にも秀作が多い。